# Opfenbach
Opfenbach est une commune de Bavière (Allemagne), située dans l'arrondissement de Lindau, dans le district de Souabe. Il est connu pour son village de Wigratzbad qui abrite un pèlerinage marial et le séminaire international de la Fraternité sacerdotale Saint-Pierre.

## Enseignement
- Jardin d'enfants de 75 places
- École primaire de 102 élèves et 6 instituteurs
- Séminaire international Saint-Pierre